# Sportclub Preußen 06 Münster
L'Sportclub Preußen 06 Münster o SC Preußen Münster, en català Prússia Münster, és un club de futbol alemany de la ciutat de Münster. A més del futbol el club té seccions de tennis, atletisme, futsal, handbol, fistball i dards.
El club va ser fundat com a FC Preußen el 30 d'abril de 1906. L'any 1914 guanyà la lliga de Westfàlia. El 1921 guanyà el segon campionat i adoptà el nom actual. El 1933 fou inclòs a la Gauliga Westfalen. Després de la Segona Guerra Mundial jugà a l'Oberliga West. El 1963 fou un dels membres fundadors de la Lliga alemanya de futbol.

## Palmarès
- Campionat Amateur alemany:[2]
  - 1994
- Regionalliga West (IV):
  - 2011, 2023
- Amateur Oberliga Westfalen (III):
  - 1988, 1989, 1992, 1993
- Copa de Westfàlia:
  - 1997, 2008, 2009, 2010, 2014, 2021

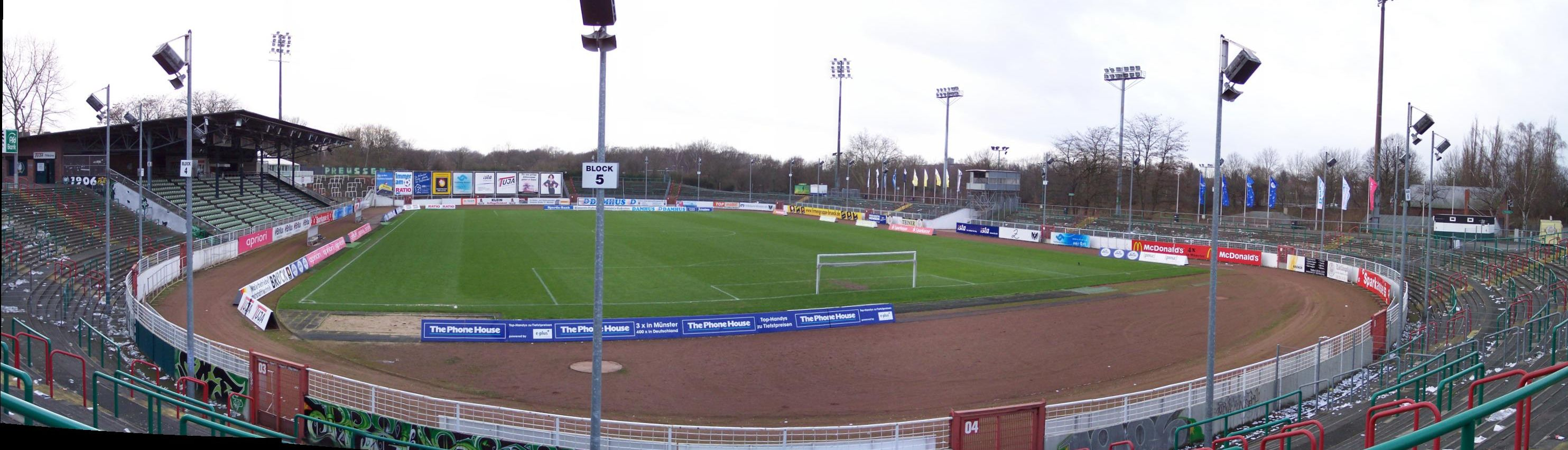
Preußenstadion (2007).

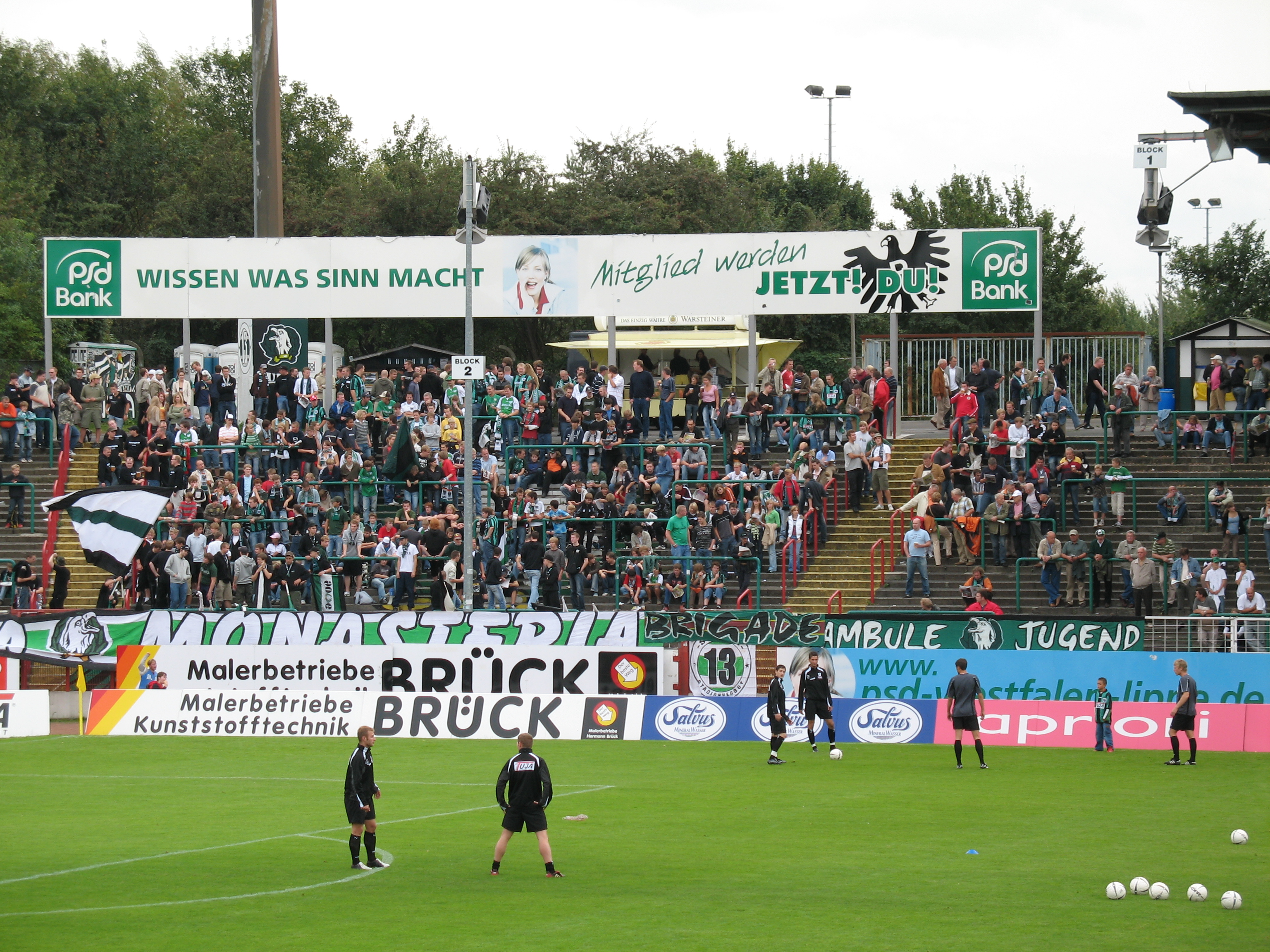
Seguidors del Preußen Münster el 2006.